# Oasis (Krater)
Koordinaten: 24° 34′ N, 24° 25′ O

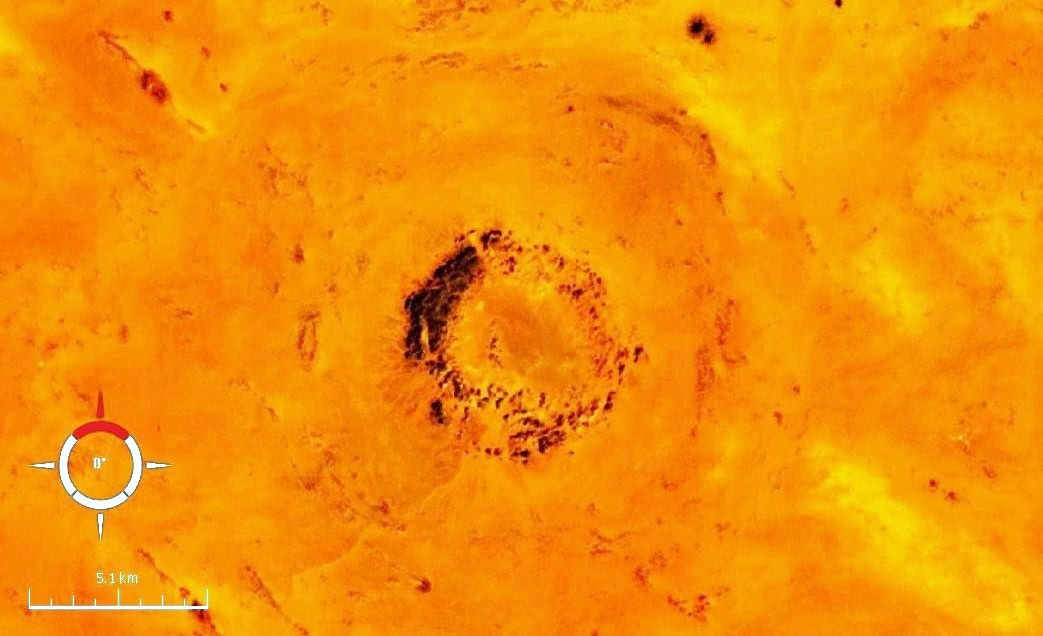
Satellitenbild des Oasis-Kraters (Landsat)

Oasis ist ein Einschlagkrater im Osten der Libyschen Wüste. Der Krater ist an der Erdoberfläche sichtbar, aber schon stark erodiert. Bei dem topografisch auffälligen Ring handelt es sich lediglich um den Zentralberg. Bis zum ursprünglichen Kraterrand betrug der Durchmesser bis zu 18 km. Die Struktur ist jünger als 120 Millionen Jahre.